# 弘世助太郎

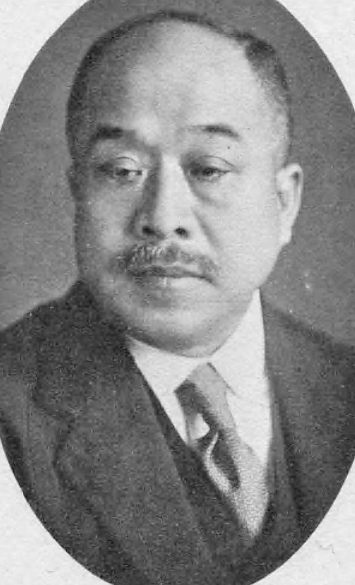
弘世助太郎

弘世 助太郎（ひろせ すけたろう、明治4年12月9日（1872年1月18日） - 1936年（昭和11年）3月9日）は実業家。日本生命三代目社長で「中興の祖」とされる。弘世現は娘婿。

## 来歴・人物
弘世助三郎の嫡男として滋賀県彦根に生まれる。京都第三高等中学校卒業後、父助三郎の事業の後継者としての素地を作るため三菱合資銀行部、日本倉庫を経て山口銀行に入り1908年（明治41年）弘世助三郎の取締役退任に伴い日本生命取締役に就任した。助太郎は山口銀行の支配人・監査役をつとめ、その後関西信託や三和銀行の取締役に就任し、山口財閥とは極めて密接な関係にあった。1928年（昭和3年）12月29日、日本生命社長に就任し、1936年（昭和11年）に亡くなるまで、その任に当たった。助太郎には3人の娘がいたが、嫡男がなく、その遺言により、当時常務取締役だった成瀬達（弘世現の長兄）が四代目社長に就任した。そして、この助太郎の三女・芳子の入婿となり弘世家を継いだのが、成瀬現こと弘世現だった。

## 中興の祖
日本生命は第2代社長片岡直温が1919年（大正8年）2月18日にその職を辞してから、社長不在時代が続いたが、弘世助太郎は専務として実質的に経営の舵取りを担っていた。この間、不況に加え関東大震災による罹災などがあり保険業界にとっては苦難の時代であったが、弘世の経営手腕で業界トップの地位を維持した。そうした難局を切り抜けたことに加え、地方の富裕層による代理店中心の営業チャネルを、日本生命が直接雇用する営業社員に切り替えたことが、その後の日本生命の更なる発展の礎を築いたとされ、「中興の祖」と呼ばれるようになった。

## 家系
神一行著『閨閥 改訂新版 特権階級の盛衰の系譜』（角川書店、2002年）307頁によると、
｢弘世家はもともと嵯峨源氏の後裔で由緒正しい旧家だったというが、江戸時代に彦根城下に移り住み、商人として成功し、万延元年（一八六〇年）の桜田門外の変以降、彦根藩の御用金役を務めた家柄だった。｣という。

## 日本生命歴代社長
- 鴻池家第十一代当主・鴻池善右衛門（日本生命初代社長）
- 片岡直温（日本生命二代目社長）
- 弘世助太郎（日本生命三代目社長）
- 成瀬達（日本生命四代目社長、弘世現の実兄）
- 弘世現（日本生命五代目社長）